# Annette Karl

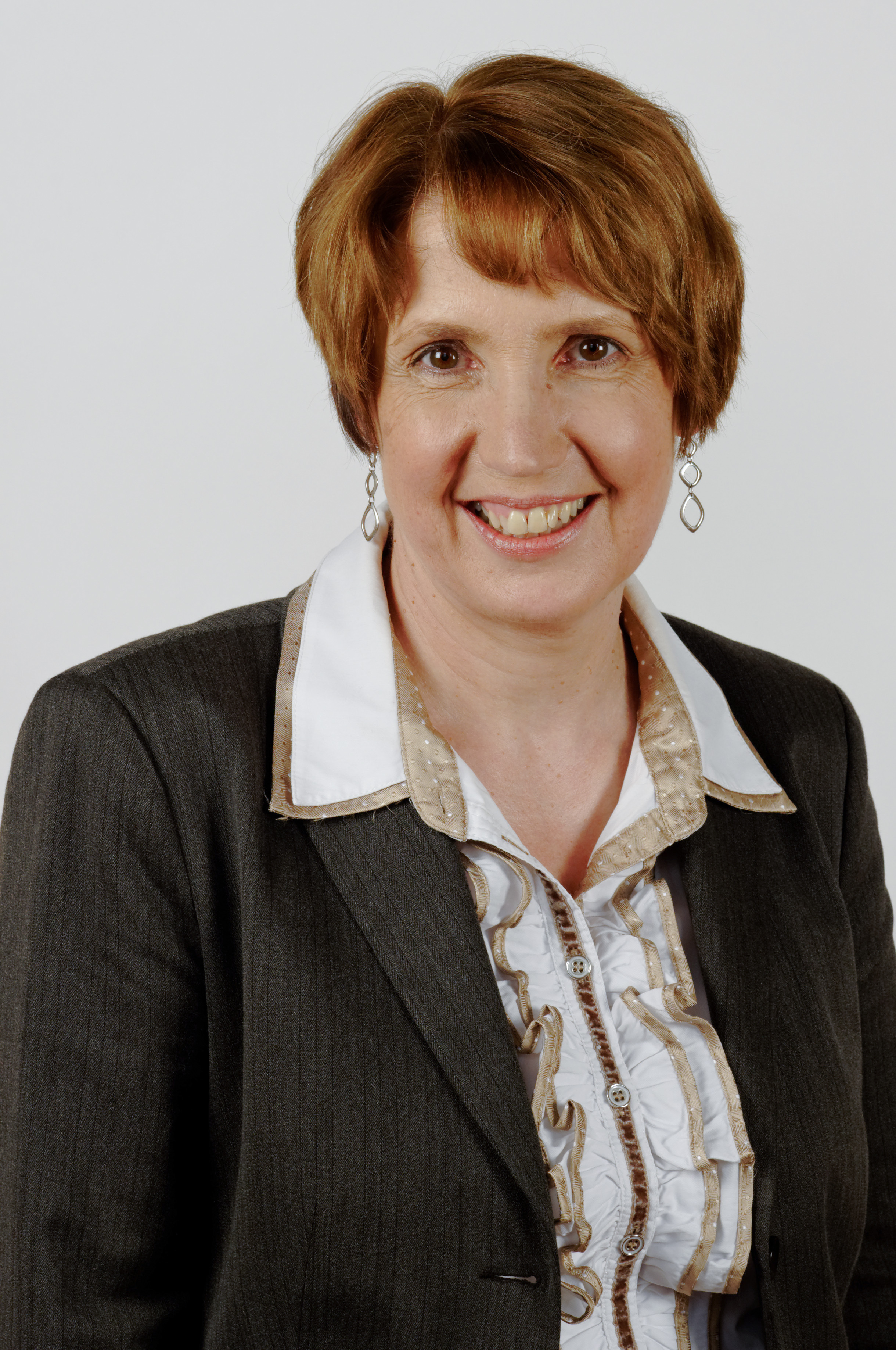
Annette Karl (2012)

Annette Karl (* 13. Januar 1960 in Berlin) ist eine deutsche Politikerin (SPD). Von 2008 bis 2023 war sie Abgeordnete des Bayerischen Landtags.

## Ausbildung und Beruf
Karl wurde 1960 in Berlin geboren und wuchs in Nordrhein-Westfalen auf. 1978 machte sie ihr Abitur und studierte danach von 1978 bis 1984 Mathematik an der Freien Universität Berlin.
Von 1987 bis 2008 lebte sie mit ihrer Familie in Altenstadt an der Waldnaab. Seit 2009 lebt sie in Neustadt an der Waldnaab.
Im Januar 2011 wurde Karl von Reinhard Kardinal Marx für vier Jahre in den Allgemeinen Rat der Katholischen Akademie in Bayern berufen. Im Juli 2013 wurde Karl in das Landeskomitee der Katholiken in Bayern berufen. Sie gehört diesem als Einzelperson an.

## Politik
Seit 1995 ist sie Mitglied in der SPD. Von 1998 bis 2008 war sie Gemeinderätin in Altenstadt an der Waldnaab. Seit 2002 gehört sie dem SPD-Landesvorstand an, 2009 bis 2016 war sie stellvertretende Landesvorsitzende der bayerischen SPD. Sie ist Kreisrätin im Landkreis Neustadt an der Waldnaab und seit 2004 SPD-Kreisvorsitzende. Im Jahr 2008 war Karl Fraktionsvorsitzende der Kreistagsfraktion ihrer Partei im Kreistag. Bei der Landtagswahl in Bayern 2008 wurde sie im Wahlkreis Oberpfalz in den Bayerischen Landtag gewählt. Dort gehörte sie dem Ausschuss für Ernährung, Landwirtschaft und Forsten sowie dem Ausschuss für Wirtschaft, Infrastruktur, Verkehr und Technologie als Mitglied an. Des Weiteren war Karl Mitglied des IuK-Beirates. 
Bei der Landtagswahl in Bayern 2013 erzielte sie 28,1 % der Erststimmen in ihrem Stimmkreis und zog über die SPD-Liste im Wahlkreis Oberpfalz wieder in den Bayerischen Landtag ein.
Zur Landtagswahl 2023 trat sie nicht erneut an.
Karl war insgesamt zweimal Mitglied einer Bundesversammlung zur Wahl des deutschen Bundespräsidenten, nämlich der 14. Bundesversammlung am 30. Juni 2010 und der 15. Bundesversammlung am 18. März 2012.
Seit September 2016 ist Karl Mitglied des Aufsichtsrates der Bayerischen Eisenbahngesellschaft mbH.

## Privates
Annette Karl ist verheiratet und Mutter von vier Kindern und römisch-katholischer Konfession.

## Ehrungen
- 2018: Bayerischen Verdienstorden.[5]